# Villa Kyrial
A Villa Kyrial foi a residência de José de Freitas Vale, (Alegrete, 20 de agosto de 1870 – São Paulo, 14 de fevereiro de 1958) conhecida por ter sido um reduto cultural e local de reunião de intelectuais da cidade de São Paulo no início século XX.

## História
Com a herança recebida após a morte do pai, Freitas Valle adquire terreno de 7.000 m² de alguns alemães com uma chácara antes conhecida como Vila Gerda na região da Vila Mariana, onde constrói em 1904 a Villa Kyrial na altura do que hoje é o número 300 da Rua Domingos de Morais que possuía mil metros quadrados, com sua frente voltada para a Rua Domingos de Morais e os fundos para a Rua Cubatão.
O nome Kyrial tem raiz no termo grego kyrios (deus, senhor) e era inspirada na moda dos salões europeus. A sugestão do nome foi dada por Alphonsus de Guimaraens, que tinha sido aluno Faculdade de Direito dos Arcos de São Francisco e tornou-se amigo de Freitas Valle..
A mansão era ricamente decorada e abrigou uma coleção importante de quadros, afrescos, esculturas, objetos de decoração e antiguidades, encomendados ou adquiridos em viagens para a Europa.
Na casa, eram frequentemente recitados saraus e conferências que marcam a chamada Belle Époque paulistana. Alguns dos ilústres convidados recebidos foram: Mário de Andrade (1893-1945), Oswald de Andrade (1890-1954), Guilherme de Almeida (1890-1969), Lasar Segall (1889-1957) e Blaise Cendrars (1887-1961). Escritores como Coelho Netto (1864-1934) e Martins Fontes (1884-1937). os músicos Heitor Villa-Lobos (1887-1959) e Darius Milhaud (1892-1974). Recebeu também visitas de políticos como Washington Luís e Osvaldo Aranha e algumas celebridades internacionais, como o tenor italiano Enrico Caruso, Sarah Bernhardt e Blaise Cendrars.
Não existia ainda em São Paulo um instituto de ensino superior em artes plásticas ou música no início do século XX e para suprir esta carência, Freitas Valle gerou bolsas através da Villa Kyrial para interessados no tema estudarem na Europa. Entre alguns dos beneficiários estavam Villa-Lobos, Brecheret e Anita Malfatti.
Após a morte de Freitas Valle, a Villa Kyrial foi vendida em 1960 à Joelma S.A. Importadora Comercial e Construtora, e em 1961 a mansão foi demolida, sendo construído no lugar um edifício de apartamentos, no trecho da Rua Domingos de Morais que faz esquina com a Rua Dr. Eduardo Martinelli.